# Arena (scene)
 For alternative betydninger, se Arena. (Se også artikler, som begynder med Arena)
En arena er oprindelig en sandbelagt, plads i et romersk amfiteater, beregnet til gladiator- og dyrekampe, men i dag også en scene hvor der er optræden af forskellig slags.
| Kunst og kultur | Spire Denne artikel om scenekunst og teater er en spire som bør udbygges. Du er velkommen til at hjælpe Wikipedia ved at udvide den. |